# رابطة جامعات الكومنولث
رابطة جامعات الكومنولث (بالإنجليزية: Association of Commonwealth Universities) واختصارًا ACU، هي منظمة خيرية أُسست في عام 1913، وتضم أكثر من 400 مؤسسة تعليمية أعضاء في أكثر من 40 دولة من دول الكومنولث. تُعد الرابطة أقدم شبكة دولية للجامعات في العالم. وتتمثل رسالتها في تعزيز ودعم التميز في التعليم العالي لما فيه خير الأفراد والمجتمعات في دول الكومنولث وخارجها. وتخدم الرابطة سكان دول الكومنولث الذين يبلغ عددهم حوالي 3 مليارات نسمة، غالبيتهم دون سن الثلاثين.
تستند الرابطة إلى الخبرات والتجارب المشتركة لأعضائها، وتسعى إلى معالجة قضايا التعليم العالي الدولي من خلال مجموعة من المشاريع والشبكات والفعاليات. وتشرف الرابطة على تقديم المنح الدراسية، وتوفر البحوث الأكاديمية والقيادة الفكرية في قضايا القطاع، كما تعزز التعاون بين الجامعات وتبادل أفضل الممارسات، بهدف تمكين الجامعات من خدمة مجتمعاتها بشكل أفضل.
تُدار رابطة جامعات الكومنولث من قبل مؤسساتها الأعضاء عبر مجلس منتخب. ونظرًا لأن الرابطة مسجَّلة كمنظمة خيرية في المملكة المتحدة، فإن أعضاء المجلس يعملون أيضًا كأوصياء قانونيين لها. ويتكوّن مجلس الرابطة من ما يصل إلى 23 عضوًا، يشملون 20 عضوًا منتخبًا، وعضوين يتم تعيينهما، بالإضافة إلى أمين الصندوق الفخري في حال تم تعيينه بدلًا من انتخابه.

## تاريخ
في عام 1912، بادرت جامعة لندن بدعوة 53 ممثلًا عن جامعات مختلفة في لندن لعقد "مؤتمر جامعات الإمبراطورية". وقد خلص المجتمعون إلى الحاجة لإنشاء "مكتب للمعلومات"، على أن تُدار شؤونه من قبل لجنة تمثّل الجامعات في بريطانيا وخارجها. وفي عام 1913، افتُتح المكتب تحت اسم "مكتب جامعات الإمبراطورية البريطانية". وفي عام 1919، تم تسجيل المكتب رسميًا بترخيص من مجلس التجارة البريطاني، وتلقى منحة قدرها 5000 جنيه إسترليني لتأمين مقر دائم، على أن تتكفل جامعات الإمبراطورية بتمويل تشغيله لاحقًا.
في عام 1948، تغير اسم المكتب إلى "رابطة جامعات الكومنولث البريطاني"، وفي عام 1963، اعتمدت الرابطة اسمها الحالي: رابطة جامعات الكومنولث.
شغل أناستاسيوس كريستودولو منصب الأمين العام لرابطة جامعات الكومنولث بين عامي 1980 و1996.
في عام 1986، أصبحت الملكة إليزابيث الثانية راعية للرابطة. وفي عام 2019، تولت ميغان، دوقة ساسكس، دور الراعية، واستمرت في هذا الدور حتى فبراير 2021. وفي مايو 2024، أُعلن أن الملك تشارلز الثالث أصبح راعيًا للرابطة.

## وصلات خارجية
- الموقع الرسمي